# Euphausia americana
Euphausia americana är en kräftdjursart som beskrevs av Hansen 1911. Euphausia americana ingår i släktet Euphausia och familjen lysräkor. Inga underarter finns listade i Catalogue of Life.